# Villers-Saint-Martin
Villers-Saint-Martin è un comune francese di 215 abitanti situato nel dipartimento del Doubs nella regione della Borgogna-Franca Contea.

## Società

### Evoluzione demografica
Abitanti censiti